# Bella Vista (Paysandú)
Pour les articles homonymes, voir Bella Vista.
Ne doit pas être confondu avec Bella Vista (Maldonado).
Bella Vista est une ville de l'Uruguay située dans le département de Paysandú. Sa population est de 55 habitants.

## Population
| Année | Population |
| ----- | ---------- |
| 1996  | -          |
| 2004  | 55         |

Référence,: